# لوحات هيروشيما

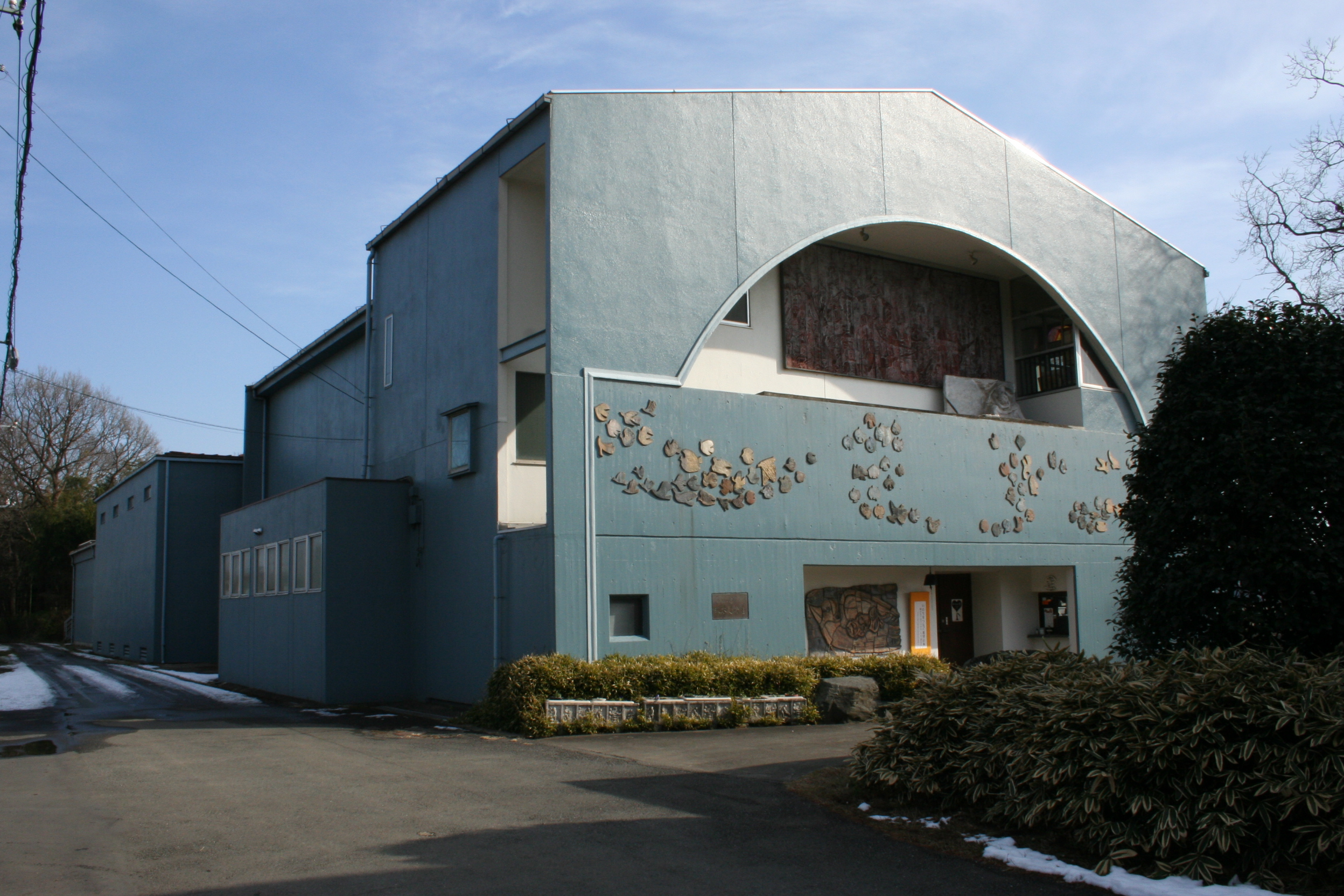

 لوحات هيروشيما  هي مجموعة من 15 لوحة رسمها الفنان ماروكي إيرا وزوجته ماروكي توشي في الفترة من 1950 وحتى 1982.
تصف اللوحات أحداث إلقاء القنبلتين النوويتين على هيروشيما وناغاساكي، مع كل لوحة كتب رساميها أبيات من الشعر تصف اللوحات وتعبر عنها.
تصف اللوحات ردة فعل الناس تجاه العنف و من القصف النووي، تفحم الأجساد، أطفال تهيم تأكلها النيران الذية، موت عشاق مخذولين، وأمهات تحتضن أطفالها. تتضمن اللوحات صورا عن الجميع، ليس فقط اليابانيين ولكن كذلك أسرى الحرب الأمريكيين والكوريين المقيمين بهيروشيما، الذين تأثروا أيضاً بالتفجيرات النووية.
حاول الشاعر وزوجته تمثيل جميع المتضررين وذلك لجعل قضيتهم عالمية، والتأكيد على أهمية الجنس البشري بأسره، استخدام الحبر الأبيض والأسود كما في الرسومات اليابانية التقليدية، بإغراق اللوحات بالحبر، وتمميزها بالحبر الأحمر الذي مثل الجحيم النووي، والذي يُبرز بشكل لافت للأنظار أنها ضد الحرب وضد الأسلحة النووية.

## اللوحات
تتكون المجموعة من 15 لوحة هم:
1. الأشباح - 1950
2. النار - 1950
3. الماء - 1950
4. قوس قزح – 1951
5. أولاد وبنات – 1951
6. صحراء ذرية – 1952
7. غابة البابمو – 1954
8. الإنقاذ – 1954
9. يازوو – 1955
10. التماس – 1955
11. أم وطفلها – 1959
12. المصابيح الطافية – 1969
13. موت أسرى الحرب الأمريكيون – 1971
14. الغربان – 1972
15. نجازاكي – 1982

أبعاد اللوحات 7.2 متر × 1.8 متر
1. ↑  التحفجية، نصوص لوحات هيروشيما نسخة محفوظة 23 ديسمبر 2016 على موقع واي باك مشين.